# اریک فن سابن
الگو:توضیح کوتاه
اریک یاکوب فن سابن زاده فلیسینگن هلند (۳۱ ژانویه ۱۹۷۲ — ۱۶ ژانویه ۲۰۰۹) یک مهندس هلندی بود. بر طبق گزارش‌ها وی در سال ۲۰۰۸ توسط سرویس‌های اطلاعاتی هلند، یعنی سرویس اطلاعات و امنیت عمومی (سازمان اطلاعات و امنیت عمومی) و سرویس اطلاعات و امنیت نظامی هلند (سازمان اطلاعات و امنیت نظامی)، برای آلوده کردن زیرساخت سانتریفیوژهای غنی‌سازی در تأسیسات هسته‌ای نطنز در ایران با استفاده از بدافزار استاکس‌نت در سال ۲۰۰۹ به خدمت گرفته شده بود. این عملیات جاسوسی صنعتی نیازمند سال‌ها آماده‌سازی و همکاری میان سیا و موساد بود و یک میلیارد دلار هزینه داشت. این تلاش مشترک با نام عملیات المپیک شناخته می‌شود. بر اساس گزارش‌ها استاکس‌نت تقریباً یک‌پنجم سانتریفیوژهای هسته‌ای ایران را نابود کرد.
فن سابن دو هفته پس از حمله استاکس‌نت، در سن ۳۶ سالگی، در یک تصادف به ظاهر تک‌وسیله‌ای با موتورسیکلت در دبی درگذشت. او همسر ایرانی خود، آلنوش، و دو فرزند از ازدواج اول خود، یانا و مکس فن سابن، را به یادگار گذاشت.

## پیوندهای بیرونی
- Modderkolk, Huib (8 January 2024). [(https://www.volkskrant.nl/kijkverder/v/2024/sabotage-in-iran-een-missie-in-duisternis~v989743/) "Sabotage in Iran"] (به هلندی). Volkskrant. {{cite web}}: Check |url= value (help)